# 贊成事件
贊成事件指的是1879年沖繩縣宮古島根據內法殺害縣廳警察通譯的民變事件。

## 事件起因
1879年（清光緒5年、日本明治12年）4月，日本宣佈廢除琉球藩，改為沖繩縣。琉球首里王府向所轄全境發出不服從日本沖繩縣廳的指令。宮古島官吏仲村親雲上朝諒、與那霸親雲上、龜川惠備等人集合了該島部分士族、平民，簽署了反對縣政的盟約和血判書狀。規定：凡因抵制日本而遭殺害者，其妻兒由同村聯署者共同撫養，違約者斬首，其親族全部處以流刑。
不久，20名沖繩縣警察自首里來到宮古島，訪問了琉球在該島設置的在番假屋（相當於警察局），向在番代表仲村朝諒傳達了縣廳的命令。其內容概要為：廢除琉球藩，設立沖繩縣，由日本委派的官員出任沖繩縣知事；仲村等四名島上高官免職；「頭」（相當於今日本中間管理職程度的役職）以下人員繼續出任原職。然而這些被保留原職的官員遵循盟約，都以疾病等為藉口，全部拒絕上任。
不久，在番假屋被廢除，改為沖繩縣警部派出所。7月8日，宮古島下里村的士族下地利社（時年25歲）被派出所任命為通譯兼雜用人。因下地曾經參與簽署反對縣政血判書，然而卻違約贊成歸附日本，被島民視為叛逆者。島民立刻遵循約定，欲將下地的雙親、弟弟流放伊良部島。島民還想對下地本人進行制裁，但因下地利社的警察身份未能實行。
宮古島上有一口名為藍屋井的天然泉井，是該島的一個共同汲水場。下地每日都到此汲水。一日，西仲宗根村住民金城松之妻至藍屋井汲水，在背地裏與其他婦女談論下地，並認為下地違背約贊成歸附日本，是叛逆者，應該殺死。正巧此時下地利社前來汲水，聽到這些言論，勃然大怒，抓住此婦的頭髮，將其押往派出所。

## 事件經過
此事件立刻在島上廣為流傳，並激起了極大的民憤。7月22日，下里村士族、曾在舊王國「下地頭」任職的奧平昌綱等數人，率島民約1200人，持木棒、櫂、日用品中的鈍器等兇器，吹著口哨、法螺貝，包圍了派出所，不斷向裏面投擲石塊，並高喊口號，要求交出下地。
縣吏將下地利社藏於屋頂中，拔刀對抗憤怒的民眾。民眾沖入派出所，揪出下地，並將其拖著遊街十數町的路。最後下地被押解到下里村南方的空地上。由奧平主持，將下地捆於巨木之上。依據盟約，下地應被斬首。但不知是何人帶的頭，民眾或用兇器，或赤手空拳，對下地進行毆打。最後下地被東仲宗根村的一名不明身份的人打死。民眾解下下地的屍體，將其棄於櫛原嶺的洞窟之中。

## 沖繩縣廳對事件的處理
沖繩縣警察部的安樂權中乘汽船巡查縣內各島，在宮古島的漲水港入港時，聽說了島內發生民變，立即返回那霸，彙報了此事。警察部園田安賢二等警視立即補派警部和巡查45人全副武裝，急行赴島。民眾見警察前來，立即散去。此日，警部方才知道是舊王國支持者鬧事，立即向縣廳報告此事。隨後嚴厲取證調查此事。全島30通以上的血判書被發現，首謀者被確定。
8月2日，首謀者奧平昌綱被捕，解往那霸。縣廳處以5年苦役。平民計佐和士族6名，分別被處以1~5年的苦役。
經歷過此事件之後，沖繩縣廳為防止類似事件再次發生，對統治下的琉球人採用懷柔政策。
下地利社的屍體被派出所警官找到後，由縣廳發放埋葬費25日圓、遺族扶助費90日圓，葬於那霸的一處寺院。1921年，弟弟下地利及又將其移葬于宮古島下地一族的墓地，立墓碑以誌其事。墓碑經歷了一系列的戰火洗劫，至今猶存，位於今宮古島市西仲宗根村，為該市的指定史跡。

## 腳註
1. ↑  贊成事件因此而得名。